# Ласточкин хвост (поверхность)
Ла́сточкин хвост (англ. swallow tail) — нерегулярная поверхность (стратифицированное многообразие) в трёхмерном пространстве, определить которую можно несколькими эквивалентными способами.
Поверхность ласточкин хвост была подробно изучена Кронекером в 1878 году, она встречается также в работах Кэли того же времени, посвящённых особенностям распространяющихся волновых фронтов и каустик. Ласточкин хвост находит многочисленные применения в теории катастроф и теории бифуркаций. В частности, он является поверхностью критических значений (образом множества критических точек) одного из устойчивых ростков гладких отображений {\displaystyle f:\mathbb {R} ^{3}\to \mathbb {R} ^{3}}.

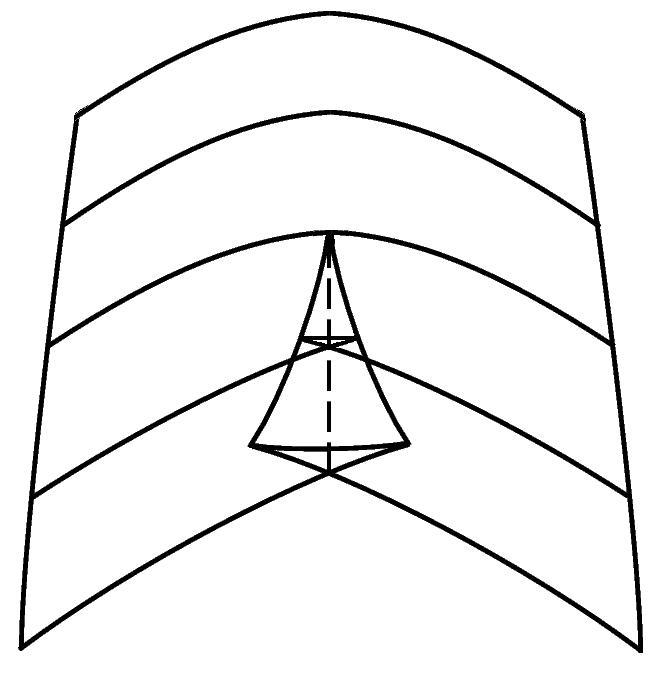
«Ласточкин хвост» и его сечения плоскостями

## Определение
Рассмотрим многочлен {\displaystyle P(x)=x^{4}+ax^{2}+bx+c} от переменной {\displaystyle x}, зависящий от коэффициентов {\displaystyle a,b,c} (и переменная, и коэффициенты предполагаются вещественными). Каждой тройке коэффициентов {\displaystyle a,b,c} однозначно соответствует многочлен {\displaystyle P(x)}, а также точка в пространстве с декартовыми координатами {\displaystyle (a,b,c)}. Тогда «ласточкин хвост» определяется как поверхность {\displaystyle S} в пространстве с координатами {\displaystyle (a,b,c)}, точкам которой соответствуют многочлены {\displaystyle P(x)}, имеющие кратные корни.
Поверхность {\displaystyle S} имеет особенность в виде ребра возврата и линии самопересечения, при этом ребро возврата имеет вид полукубической параболы, имеющей особенность в виде точки возврата (каспа). Поверхность {\displaystyle S} разбивает пространство {\displaystyle (a,b,c)} на три области, соответствующие числу вещественных корней многочлена {\displaystyle P(x)}. Именно, в области, имеющей вид криволинейной пирамиды, ребрами которой являются линия самопересечения и две ветви полукубической параболы, {\displaystyle P(x)} имеет 4 вещественных корня; в прилегающей к ней области — два и в оставшейся области — нуль.
Параметрическое задание
Пользуясь данным определением, можно получить формулу, задающую ласточкин хвост параметрически. Именно, условие кратного корня многочлена {\displaystyle P(x)} дает систему из двух уравнений:
{\displaystyle P(x)=x^{4}+ax^{2}+bx+c=0,\ \ P'(x)=4x^{3}+2ax+b=0,}
откуда нетрудно выразить переменные {\displaystyle b,c} через {\displaystyle a,x}:
{\displaystyle \left\{{\begin{matrix}b=&-2(2x^{3}+ax)\\c=&3x^{4}+ax^{2}.\\\end{matrix}}\right.}
Вводя в пространстве коэффициентов многочлена новые координаты {\displaystyle x_{1}=a,\ x_{2}=-b/2,\ x_{3}=c}, рассматривая переменные {\displaystyle a,x} в правой части полученных уравнений как параметры: {\displaystyle u=a,\ v=x}, и дополняя полученную систему из двух уравнений тривиальным третьим уравнением {\displaystyle x_{1}=u}, получаем параметрическую запись:
{\displaystyle \left\{{\begin{matrix}x_{1}(u,v)=&u\\x_{2}(u,v)=&2v^{3}+uv\\x_{3}(u,v)=&3v^{4}+uv^{2}.\\\end{matrix}}\right.}

## В искусстве
В 1983 году испанский художник Сальвадор Дали под впечатлением от работ французского математика Рене Тома в области теории катастроф написал картину «Ласточкин хвост» (англ. The Swallow's Tail), представляющую собой простую каллиграфическую композицию на светлом фоне, в центре которой изображено сечение поверхности {\displaystyle S} в пространстве {\displaystyle (a,b,c)} плоскостью {\displaystyle a=const>0} — кривая с точкой самопересечения и двумя полукубическими точками возврата. На этой картине, ставшей последним произведением художника, можно видеть также кубическую параболу, стилизованные знаки интеграла и фрагменты музыкальных инструментов

.